# Gogol Bordello
Gogol Bordello je cikánská punková kapela pocházející z New Yorku. Mezi členy je mnoho imigrantů z východní Evropy. Zvuk kapely je inspirován cikánskou hudbou, používá harmoniku, housle a kombinuje je s bicími, elektrickými kytarami a také s punkem, dubem a kabaretem. V New York City je kapela známa svými bouřlivými koncerty v Lower East Side. Od roku 2000 kapela vyjíždí na turné po Spojených státech i Evropě.
V čele kapely stojí charismatický ukrajinský emigrant Eugene Hütz (DJ Hütz), který hrál hlavní roli ve filmu Everything is Illuminated a objevil se také v dokumentu Kill Your Idols o punkové scéně v New York City.
Kapela vznikla v roce 1999, když se Hütz přestěhoval do New York City a ve stejném roce vyšel první singl a poté následovalo několik řadových alb, stejně jako evropské turné. New York Times je popisují takto: „Gogol Bordello se v New Yorku stali undergroundovým fenoménem se svým stylem odporu ke globalizaci. Jejich zvuk je chraptivý, sladký, melodický, bezstarostně energický jako punk a cikánská hudba, které je inspirovaly. Iggy Pop se setkává s Kafkou. Divná směsice Dead Kennedys, Flogging Molly a Decemberists (pouze instrumentální zvuk může být příbuzný k Decemberists). Phil Jupitus v Jools Holland Live je označil jako The Clash bojující s The Pogues ve východní Evropě.“
V rozhovoru pro NPR uvedl Hütz Jimiho Hendrixe a Parliament-Funkadelic jako hudební vzory kapely a Nikolaje Gogola jako filosofický vzor.
Jejich píseň My Strange Uncles From Abroad reprezentuje jejich folkový východoevropský zvuk, Start Wearing Purple předcházela jejich úspěchu ve Velké Británii a Occurrence on the Border byla zařazena na čtvrtém dílu kompilace Punk Rock Strike.
Moje cyganiada je šesté studiové album, které skupina vydala 29. listopadu 2011. Obsahuje 11 písní a je prvním albem, které skupina nahrála v ruštině. Hlavními tématy písní jsou imigrace, láska a vzpomínky na vlast, záliba v cestování.
Někteří členové jsou zároveň členy J.U.F. (Jewish-Ukrainian Freundschaft), jejíž zvuk je podobný zvuku Gogol Bordello.

## Diskografie
- Voi-La Intruder – 1999
- Multi Kontra Culti vs. Irony – září 2002
- Gogol Bordello vs. Tamir Muskat – spolupráce s J.U.F., Hützův vedlejší projekt – srpen 2004
- East Infection – říjen 2004
- Gypsy Punks Underdog World Strike – srpen 2005
- Super Taranta! – listopad 2007
- Trans-Continental Hustle – duben 2010
- Моя Цыганиада – listopad 2011